# Chamaelimnas
Genre
Chamaelimnas est un genre d'insectes lépidoptères de la famille des Riodinidae originaires d'Amérique.

## Dénomination
Le nom Chamaelimnas leur a été donné par Cajetan Freiherr von Felder et Rudolf Felder en 1865.

## Liste des espèces
- Chamaelimnas briola Bates, 1868 ; présent au Costa Rica, en Colombie, en Guyane, en Équateur, au Brésil, au Paraguay, en Argentine et au Pérou
- Chamaelimnas cercides Hewitson, 1871 ; présent au Venezuela
- Chamaelimnas cydonia Stichel, 1910 ; présent à Panama et en Colombie
- Chamaelimnas joviana Schaus, 1902 ; présent en Bolivie, en Argentine et au Pérou
- Chamaelimnas splendens Grose-Smith, 1902 ; présent en Bolivie
- Chamaelimnas tircis C. & R. Felder, [1865] ; présent en Bolivie, au Brésil et au Pérou